# Спомен-парк Враца
|  | Овај чланак је део чланка о Споменицима посвећеним Народноослободилачкој борби 1941—1945. |

Спомен-парк Враца је комплекс посвећен палим борцима НОБ-а и жртвама фашизма страдалима у Сарајеву од 1941. до 1945. године. Налази се на мјесту масовног стратишта на коме су усташе за вријеме Другог свјетског рата стрељале 11.000 Сарајлија, међу којима највише Јевреја и Срба. Међу сахрањеним усташким жртвама је велики број беба и дјеце млађе од пет година. Налази се у општини Ново Сарајево, на самој граници са општином Источно Ново Сарајево у Источном Сарајеву. Парк је смјештен на Врацама у подножју Требевића.
Простире се на 78.000 km², а унутар њега је исписано преко 11.000 имена мукараца, жена и деце, страдалих у Другом светском рату. На улазу у парка налази се плоча са цитатом Јосипа Броза Тита. У склопу парка се налази и Гробница народних хероја. Аутор остварења је Владимир Добровић.

## Историја
Спомен парк се налази на мјесту некадашње аустроугарске тврђаве. Усташке власти су 23. јула 1941. издале наредбу „о хитном хапшењу свих Жидова и Срба који су већ били познати као комунисти, било пак да су и мало сумњиви“, а прво масовно стрељање сарајевских Јевреја и Срба је извршено 1. августа 1941. на Врацама у Сарајеву.

## Изградња
Изградња спомен-парка започела је априла 1980. на месту старе аустроугарске трврђаве из 19. века, а завршена је новембра 1981. године. Комплекс је свечано отворен 25. новембра, на Дан (државности) СР Босне и Херцеговине, одн. на годишњицу Првог заседања ЗАВНОБиХ-а 1943. године.
Спомен-парк је био тешко оштећен током грађанског рата 1992—1995. и још увек није у целости обновљен.
Године 2005, Комисија за очување националних споменика прогласила је парк националним спомеником Босне и Херцеговине.